# Europacup I hockey vrouwen 1996
De 23ste Europacup I hockey voor vrouwen werd gehouden van 24 tot en met 27 mei 1996 in het Duitse Russelsheim. Het deelnemersveld bestond uit 8 teams. HC Kampong won deze editie door in de finale het Engelse Slough HC te verslaan.

## Einduitslag
1.  HC Kampong 

2.  Slough HC 

3.  Russelsheimer RK 

4.  Glasgow Western 

5.  Club de Campo 

5.  Siauliai HC 

7.  Muckross HC 

7.  AHTC Wien 